# Коритнянська сільська рада (Монастирищенський район)
Кори́тнянська сільська́ ра́да — колишня адміністративно-територіальна одиниця та орган місцевого самоврядування в Монастирищенському районі Черкаської області. Адміністративний центр — село Коритня.

## Загальні відомості
- Населення ради: 1 115 осіб (станом на 2001 рік)

## Населені пункти
Сільській раді були підпорядковані населені пункти:
- с. Коритня

## Склад ради
Рада складалася з 16 депутатів та голови.
- Голова ради: Іщук Сергій Іванович
- Секретар ради: Шпота Юлія Олексіївна

### Керівний склад попередніх скликань
| Прізвище, ім'я, по батькові | Основні відомості                                                                       | Дата обрання | Дата звільнення |
| --------------------------- | --------------------------------------------------------------------------------------- | ------------ | --------------- |
| Іщук Сергій Іванович        | Сільський голова, 1960 року народження, освіта вища, член Соціалістичної партії України | 26.03.2006   | 31.10.2010      |
| Іщук Сергій Іванович        | Сільський голова, 1960 року народження, освіта вища, член Партії регіонів               | 31.10.2010   |                 |

Примітка: таблиця складена за даними сайту Верховної Ради України

### Депутати
За результатами місцевих виборів 2010 року депутатами ради стали:

#### За суб'єктами висування
| Суб'єкт висування                                       | Кількість обраних депутатів | %    |
| ------------------------------------------------------- | --------------------------- | ---- |
| Партія регіонів                                         | 11                          | 68,8 |
| Політична партія Всеукраїнське об'єднання «Батьківщина» | 3                           | 18,8 |
| Комуністична партія України                             | 1                           | 6,3  |
| Самовисування                                           | 1                           | 6,3  |

#### За округами
| № округу                                                | Прізвище, ім'я, по батькові   | Дата визнання обраним | Освіта             | Партійна приналежність                        | Відомості про обраного депутата                         |
| ------------------------------------------------------- | ----------------------------- | --------------------- | ------------------ | --------------------------------------------- | ------------------------------------------------------- |
| Комуністична партія України                             |                               |                       |                    |                                               |                                                         |
| 6                                                       | Поліщук Борис Михайлович      | 01.11.2010            | вища               | член Комуністичної партії України             | тимчасово не працює                                     |
| Партія регіонів                                         |                               |                       |                    |                                               |                                                         |
| 1                                                       | Розкидана Фаїна Олександрівна | 01.11.2010            | середня спеціальна | член Партії регіонів                          | Фельшердський пункт, завідувачка                        |
| 2                                                       | Присяжнюк Андрій Вікторович   | 01.11.2010            | середня            | член Партії регіонів                          | «Черкаська ТОВ Агроінвест України», механізатор         |
| 4                                                       | Бестюк Ольга Іванівна         | 01.11.2010            | середня            | член Партії регіонів                          | Будинок Культури, завідувачка                           |
| 5                                                       | Завальний Анатолій Степанович | 01.11.2010            | середня спеціальна | член Партії регіонів                          | «Черкаська ТОВ Агроінвест України», механік             |
| 8                                                       | Мельник Марія Іванівна        | 01.11.2010            | середня            | член Партії регіонів                          | «Черкаська ТОВ Агроінвест України», завідувачка складом |
| 10                                                      | Шпота Юлія Олексіївна         | 01.11.2010            | вища               | позапартійна                                  | Коритнянська сільська рада, секретар                    |
| 11                                                      | Швидка Ольга Іванівна         | 01.11.2010            | вища               | позапартійна                                  | ДНЗ «Ялинка», завідувачка                               |
| 12                                                      | Орендарчук Наталія Олексіївна | 01.11.2010            | вища               | член Партії регіонів                          | ТОВ «Коритця — Агро КМ», бухгалтер                      |
| 13                                                      | Купріян Людмила Пилипівна     | 01.11.2010            | вища               | член Партії регіонів                          | Коритнянська сільська рада, землевпорядник              |
| 14                                                      | Завальний Михайло Микитович   | 01.11.2010            | середня            | член Партії регіонів                          | ТОВ «Коритця — Агро КМ», охоронник                      |
| 15                                                      | Зінич Петро Іванович          | 01.11.2010            | середня спеціальна | член Партії регіонів                          | пенсіонер                                               |
| Політична партія Всеукраїнське об'єднання «Батьківщина» |                               |                       |                    |                                               |                                                         |
| 3                                                       | Лисак Микола Юхимович         | 01.11.2010            | середня спеціальна | член Всеукраїнського об'єднання «Батьківщина» | Коритнянський НВК, електрик                             |
| 9                                                       | Мельниченко Борис Михайлович  | 01.11.2010            | середня            | позапартійний                                 | тимчасово не працює                                     |
| 16                                                      | Мізерака Валентина Іванівна   | 01.11.2010            | середня            | позапартійна                                  | тимчасово не працює                                     |
| Самовисування                                           |                               |                       |                    |                                               |                                                         |
| 7                                                       | Іщук Володимир Дем'янович     | 01.11.2010            | середня            | позапартійний                                 | тимчасово не працює                                     |